# ジェステ
ジェステ （Gesté）は、フランス、ペイ・ド・ラ・ロワール地域圏、メーヌ＝エ＝ロワール県のかつて存在したコミューン。現在はボープレオ＝アン＝モージュの一部である。

## 地理
モージュ地方にあるアンジューのコミューンである。ジェステはラ・ショーセールの南東にあり、コミューンの西側はロワール＝アトランティック県と接している。

## 歴史
ヴァンデ戦争さなかの1794年2月1日、ジャン＝ニコラ・ストフレ率いるヴァンデ軍は、ジェステの戦いにおいて、エティエンヌ・コルドリエ率いる地獄部隊に勝利した。しかし、共和国軍はそれから4日後に戻ってきて、138人の住民たちを虐殺した。犠牲者の多くはシャトー内で銃殺されていた。
2013年6月19日、司法上の手続きや地域建築・文化財部（fr）を無視した首長ジャン・ピエール・レジェと議会に委託され、教会の一部が壊された。

## 人口統計
| 1962年 | 1968年 | 1975年 | 1982年 | 1990年 | 1999年 | 2006年 | 2012年 |
| ------ | ------ | ------ | ------ | ------ | ------ | ------ | ------ |
| 2239   | 2273   | 2380   | 2514   | 2447   | 2338   | 2501   | 2676   |

source=1999年までLdh/EHESS/Cassini、2004年以降INSEE

## 史跡

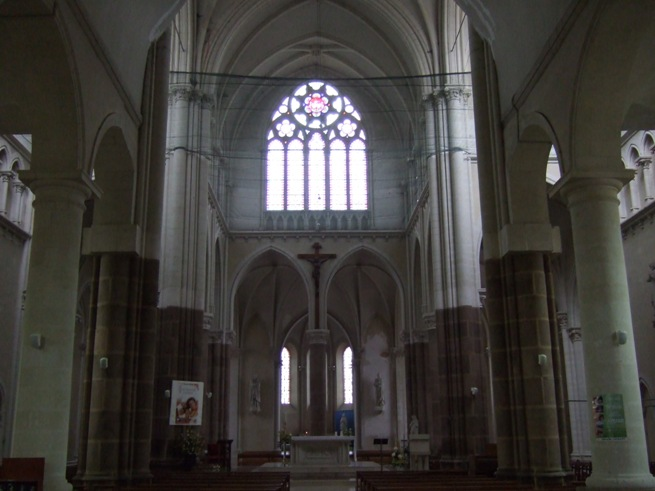
ネオゴシック様式のサン・ピエール教会
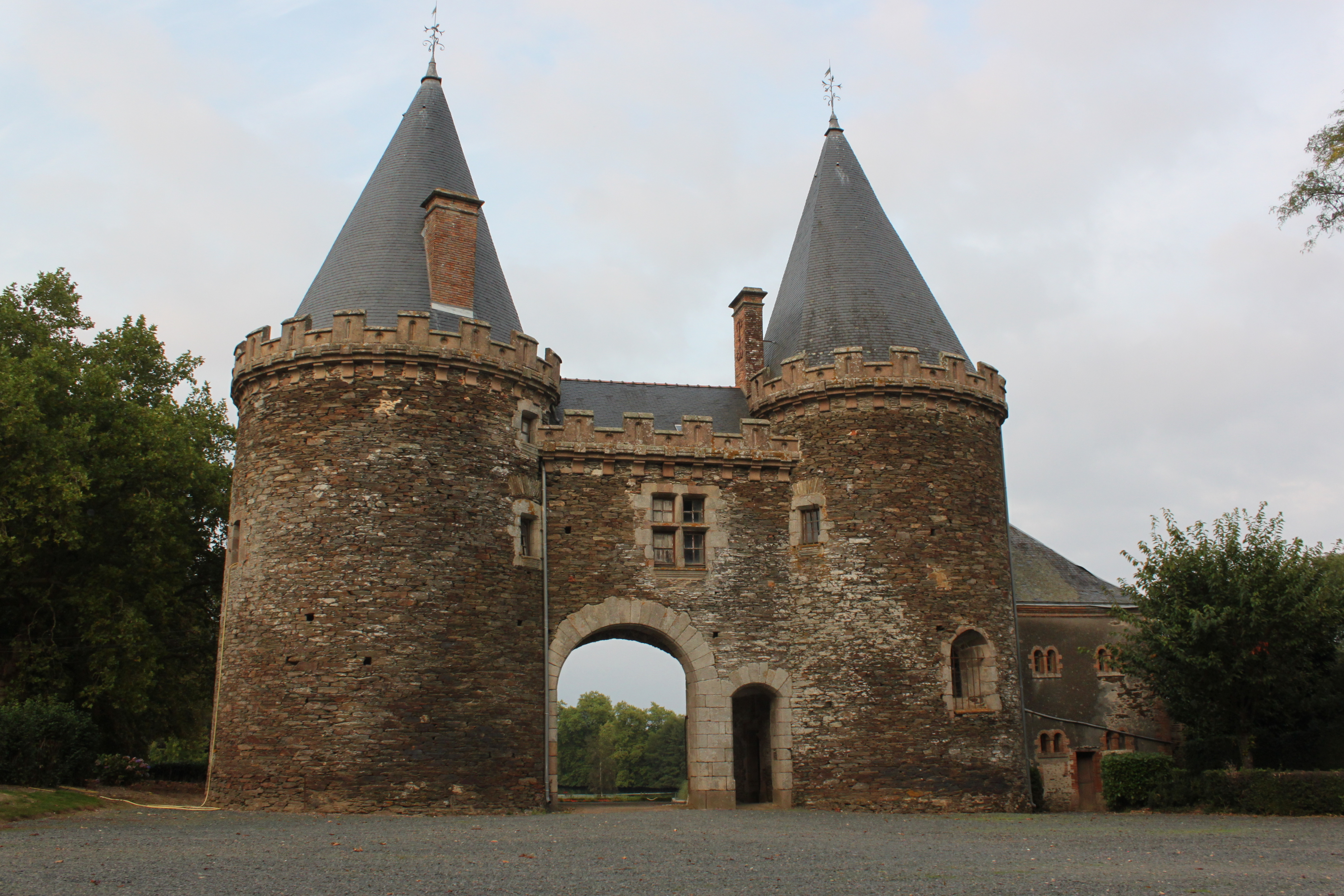
プレシ城
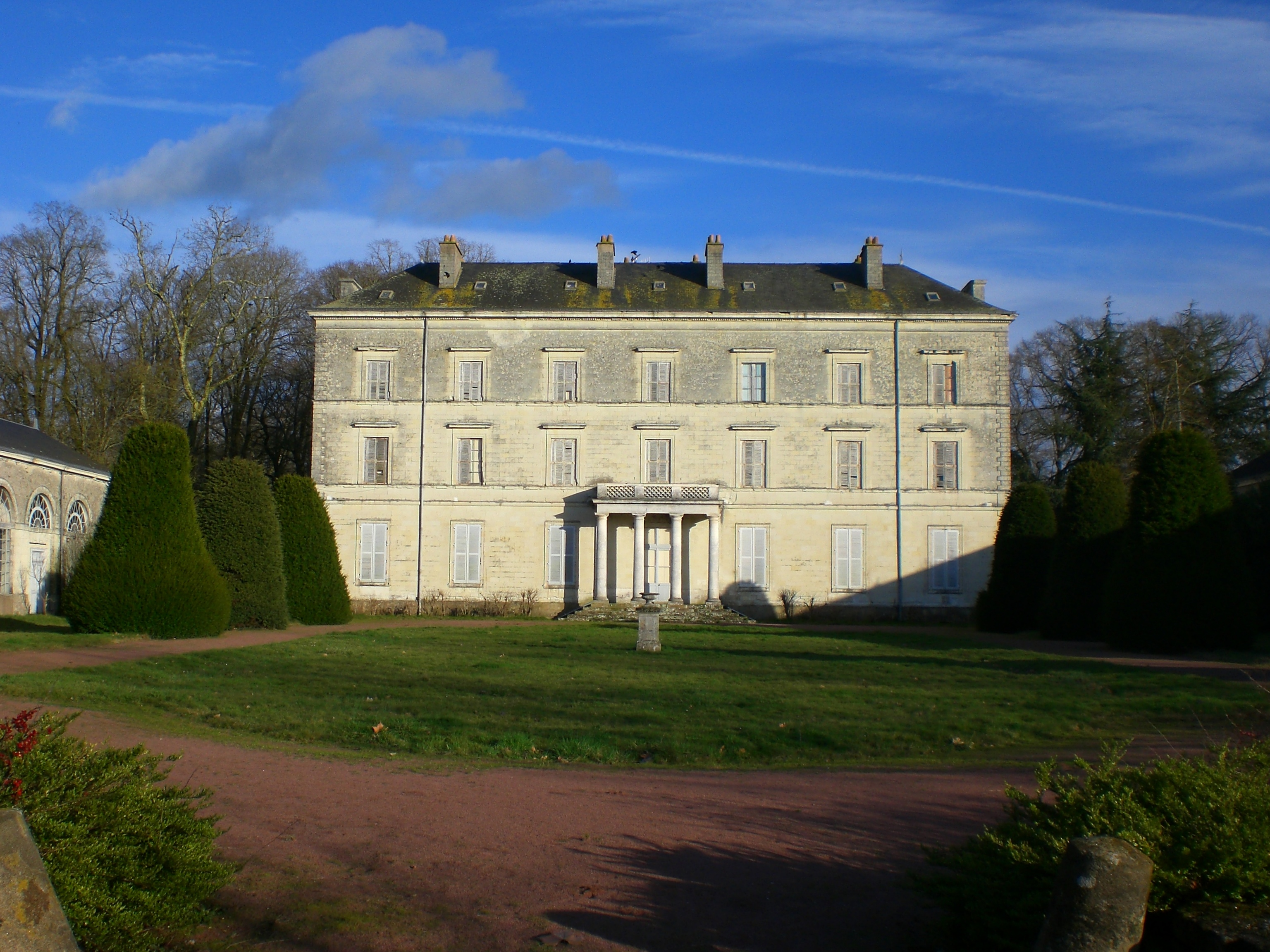
ブリュレール城
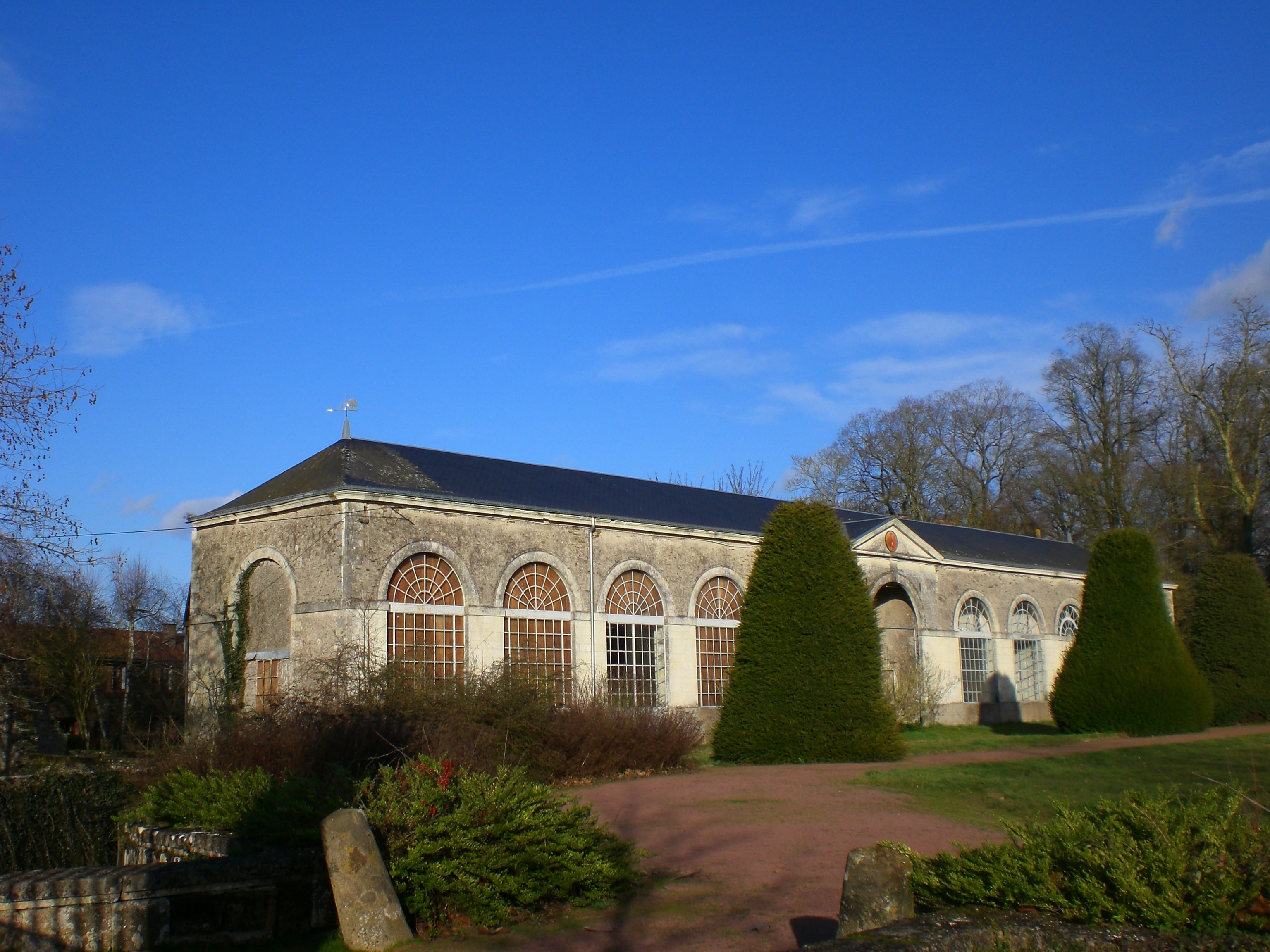
ブリュレール城のオレンジ庭園
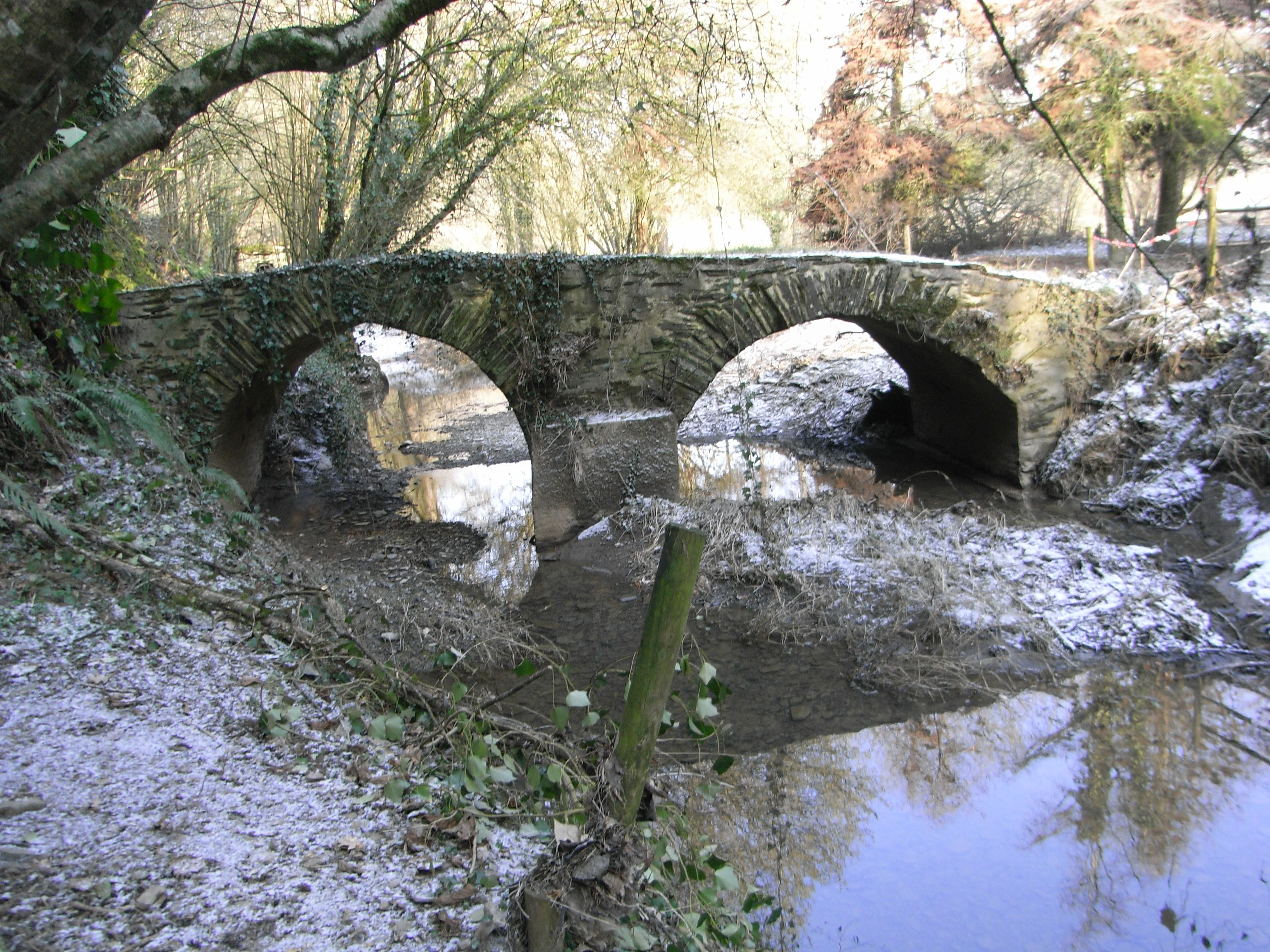
ローマ時代の橋
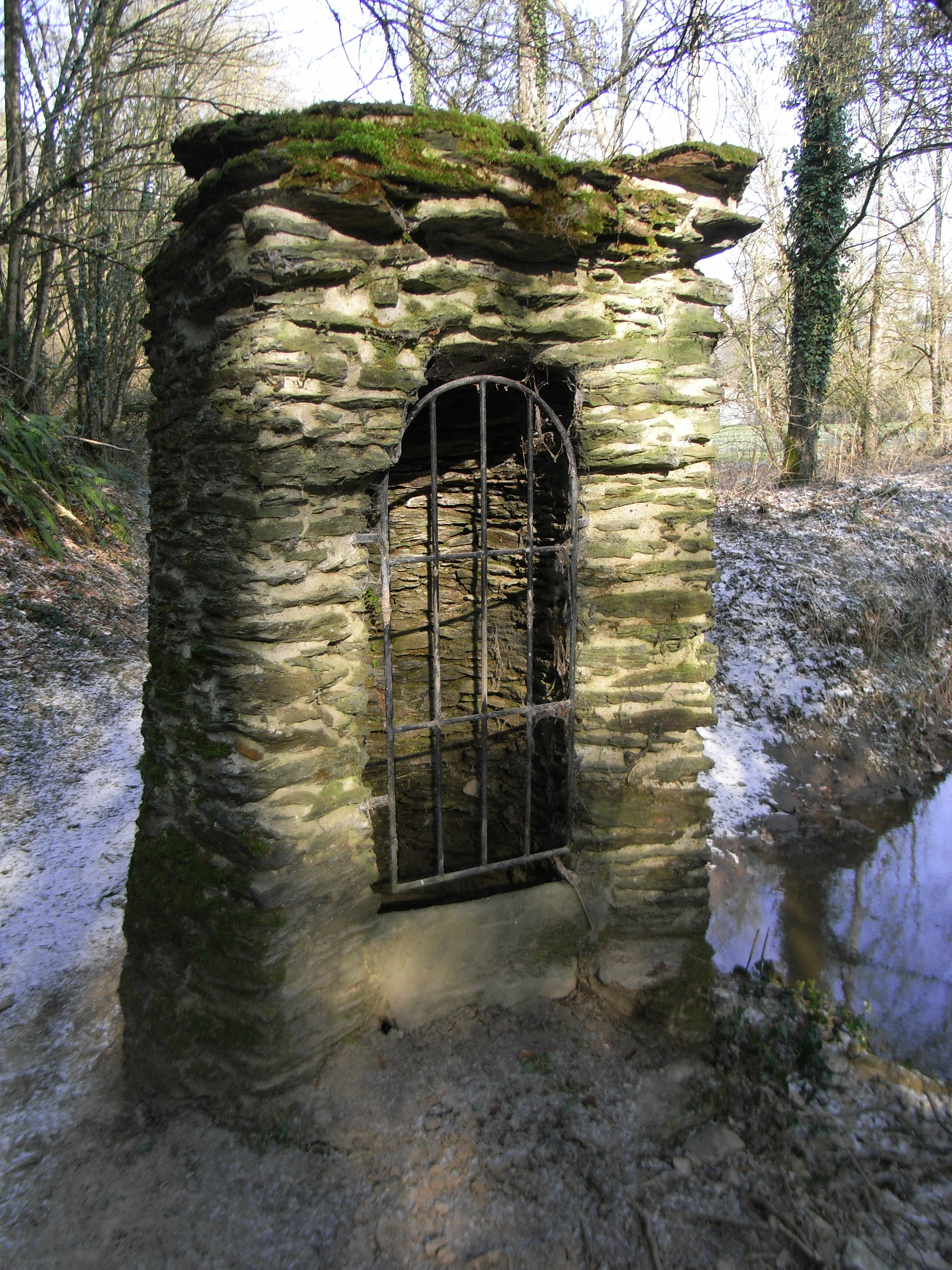
古井戸
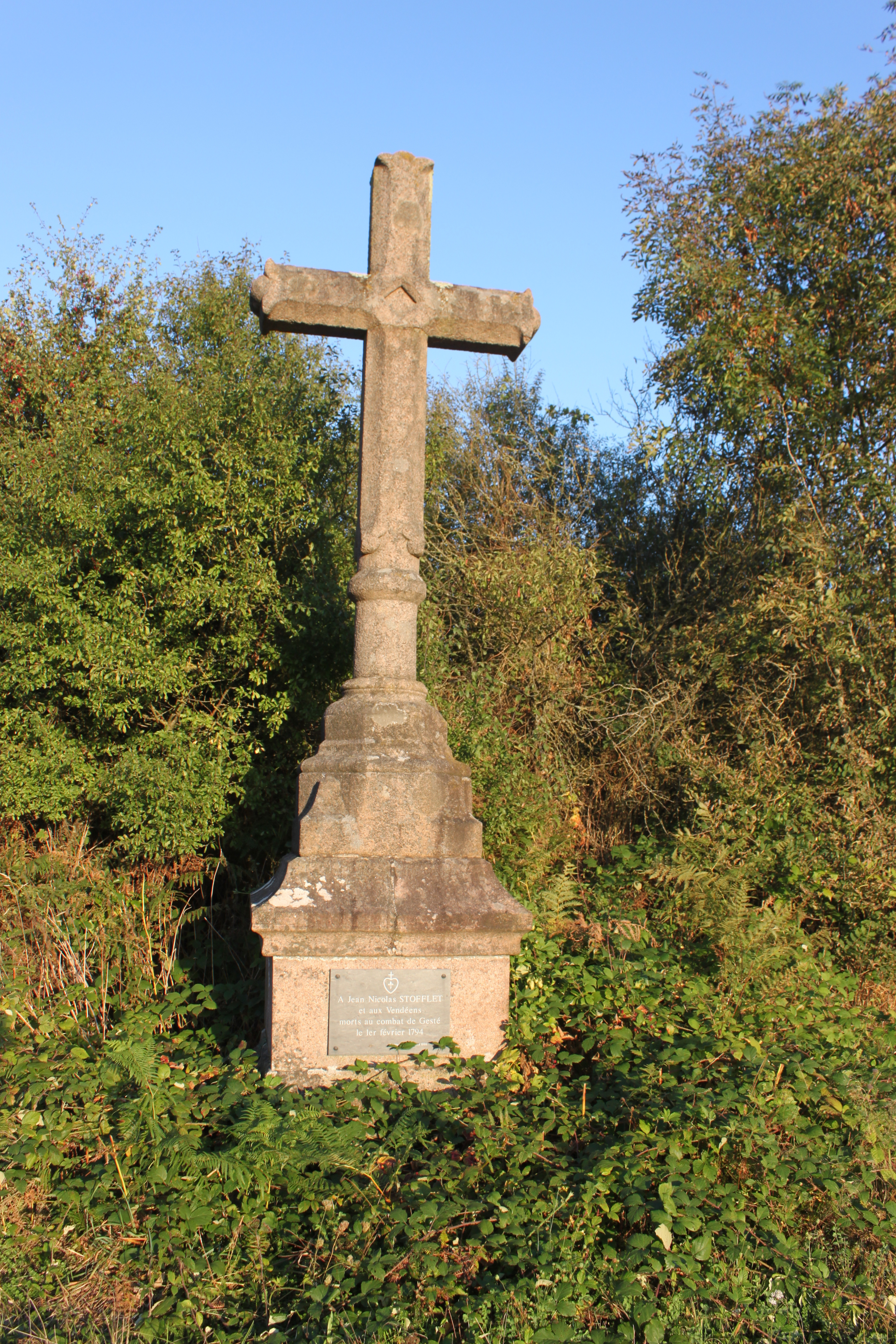
プティ・ムーランの十字架
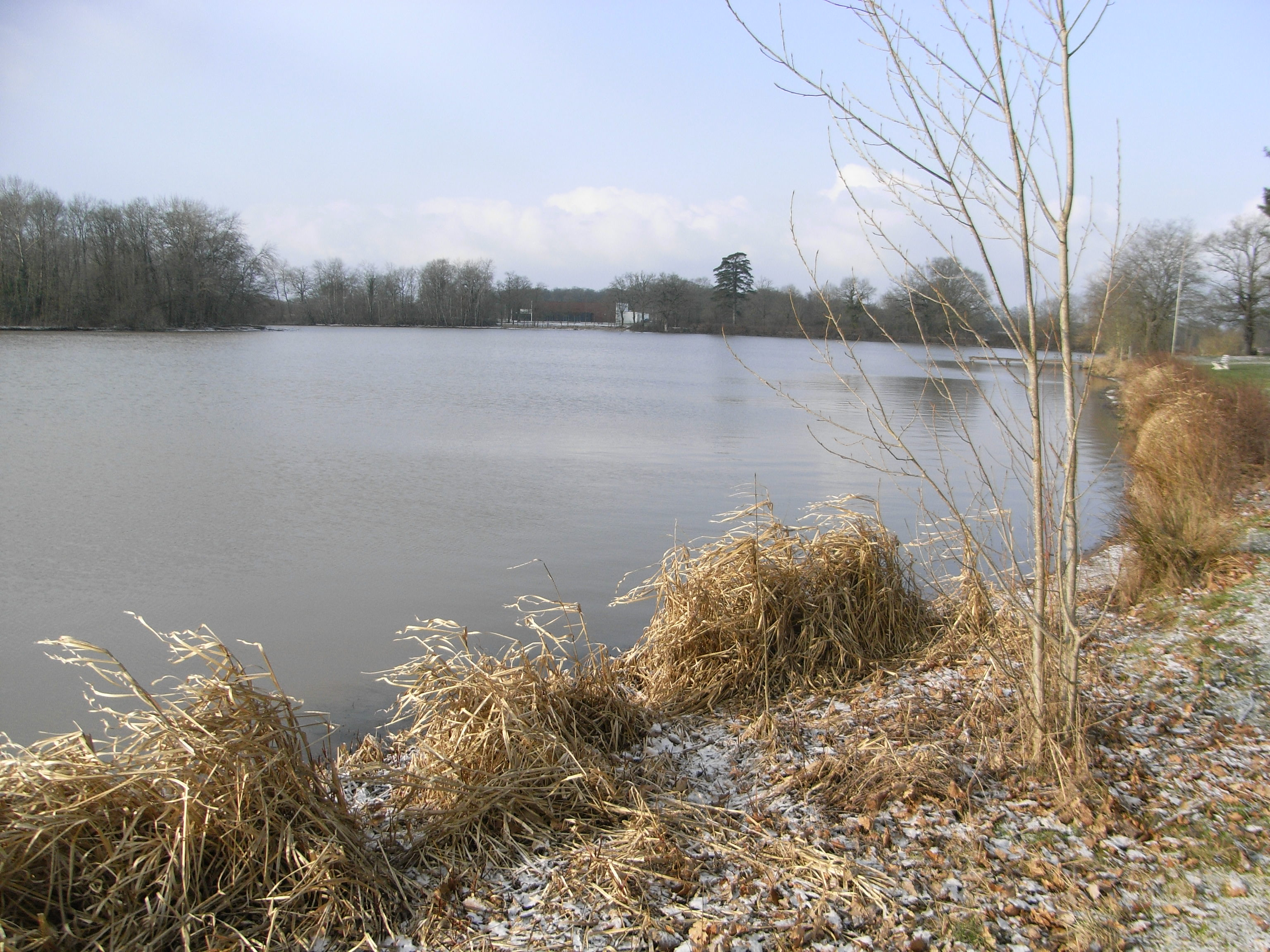
テヴィニエール池